# Pikocella

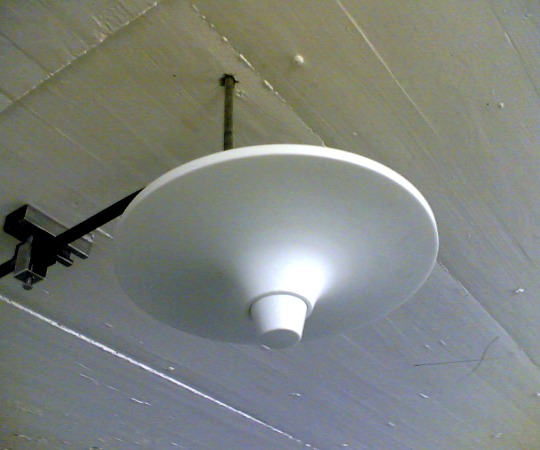
Beltéri GSM/UMTS-antenna

A távközlésben a pikocella (a piko SI-prefixum és a cella szó összetételéből) olyan apró, mobilhálózati bázisállomás, ami egy mikrocellánál kisebb, irányzottabb, a femtocellánál nagyobb beltéri lefedettséget (maximum 100 m) képes létrehozni. A bázisállomás által ellátott területet is nevezik pikocellának. Az eredeti megoldásokban a pikocellafejnek az épületen belül összekötve a bázisállomás vezérlőjéhez (BSC, Base Station Controller) kell kapcsolódnia, más esetekben („vállalati femtocella”) a BSC funkcionalitását és az MSC funkcionalitásának egy részét is tartalmazza, a mobilszolgáltató hálózatához vezetéken (széles sávú internetkapcsolaton (DSL vagy kábel) kapcsolódik. A repülőgépek fedélzetén működő pikocellák műholdas kapcsolatot használnak.
A mikrocellákhoz hasonlóan a pikocellák is kisegítő szerepet játszanak a makrocellákon belül, ahol a rossz lefedettség és a nagy mobiltelefon-sűrűség miatt indokolt a használatuk, pl. utasvárókban, plázákban, hotelekben, egyetemi campusokon, irodai környezetben, repülőgépeken).
A pikocella-bázisállomások teljesítménye 0,1–néhány watt között van.
Pikocellák léteznek a legtöbb celluláris hálózathoz, így GSM, CDMA, UMTS és LTE hálózathoz is hozzáférhető pl. az ip.access, ZTE, Huawei és Airwalk is szállít pikocellákat.

## Fordítás
- Ez a szócikk részben vagy egészben a Picocell című angol Wikipédia-szócikk ezen változatának fordításán alapul.  Az eredeti cikk szerkesztőit annak laptörténete sorolja fel. Ez a jelzés csupán a megfogalmazás eredetét és a szerzői jogokat jelzi, nem szolgál a cikkben szereplő információk forrásmegjelöléseként.